# Palacio Real de Tonga

Estandarte real.

El Palacio Real de Tonga (en inglés: Royal Palace; en tongano: Pālasi) es la residencia del rey de Tonga. Está situado en el noroeste de la capital, la ciudad de Nukualofa, cerca del océano Pacífico. El palacio de madera, que fue construido en 1867. Aunque el palacio no está abierto al público, es fácilmente visible desde el paseo marítimo.
En 2010 se llevaron a cabo reformas importantes. Una nueva valla se levantó y se añadieron nuevas alas, para albergar los archivos nacionales por un lado y las oficinas del ayuntamiento en el otro lado. Se espera que el rey también tendrá audiencias reales allí de nuevo, en lugar de usar los edificios ahora desiertos de la que alguna vez fue la Alta Comisión Británica.

## Otras residencias reales
El rey y la familia real tienen varias residencias más. Hay un palacio en Fua'amotu.
- Residencia de Liukava en Kolovai.
- Residencia de Kauvai en Longoteme.
- Residencia de Tufumāhina entre Koloua y Pea.
- Residencia de Villa entre Koloua y Pea.

La Residencia de Villa fue construida por el príncipe heredero Tupoutoʻa en la década de 1990, quien permaneció allí en el momento de su adhesión como rey Jorge Tupou V. Desde entonces, el palacio quedó en desuso. Sin embargo, en 2010 se llevaron a cabo importantes renovaciones, se erigió una nueva cerca y se agregaron nuevas alas para albergar los archivos nacionales de Tonga en un lado y las oficinas del Consejo Privado en el otro. Se espera que el rey también tenga audiencias reales allí de nuevo, en lugar de los edificios ahora desiertos de la antigua Alta Comisión británica.

## Galería de imágenes

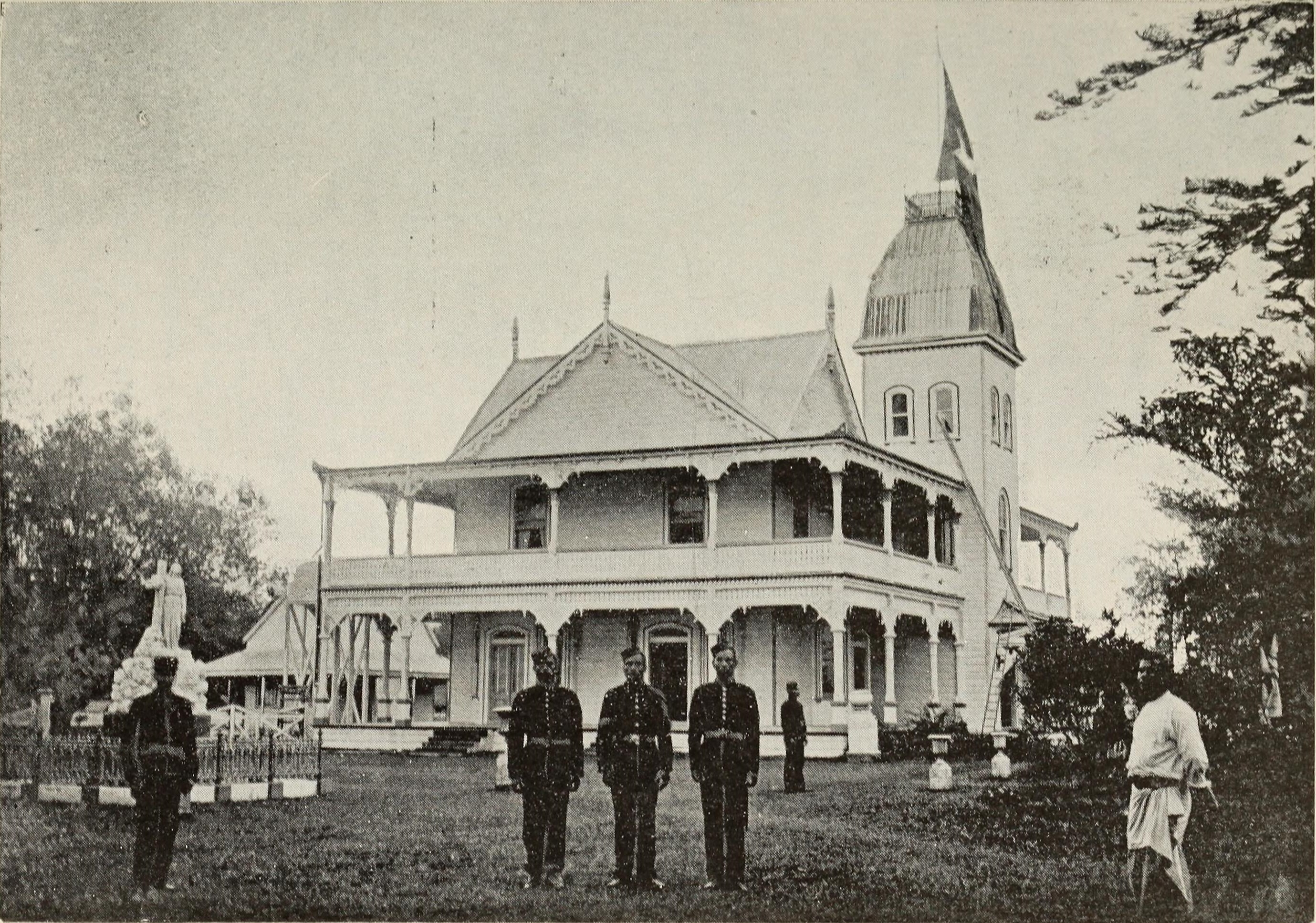
El Palacio Real en el año 1900.
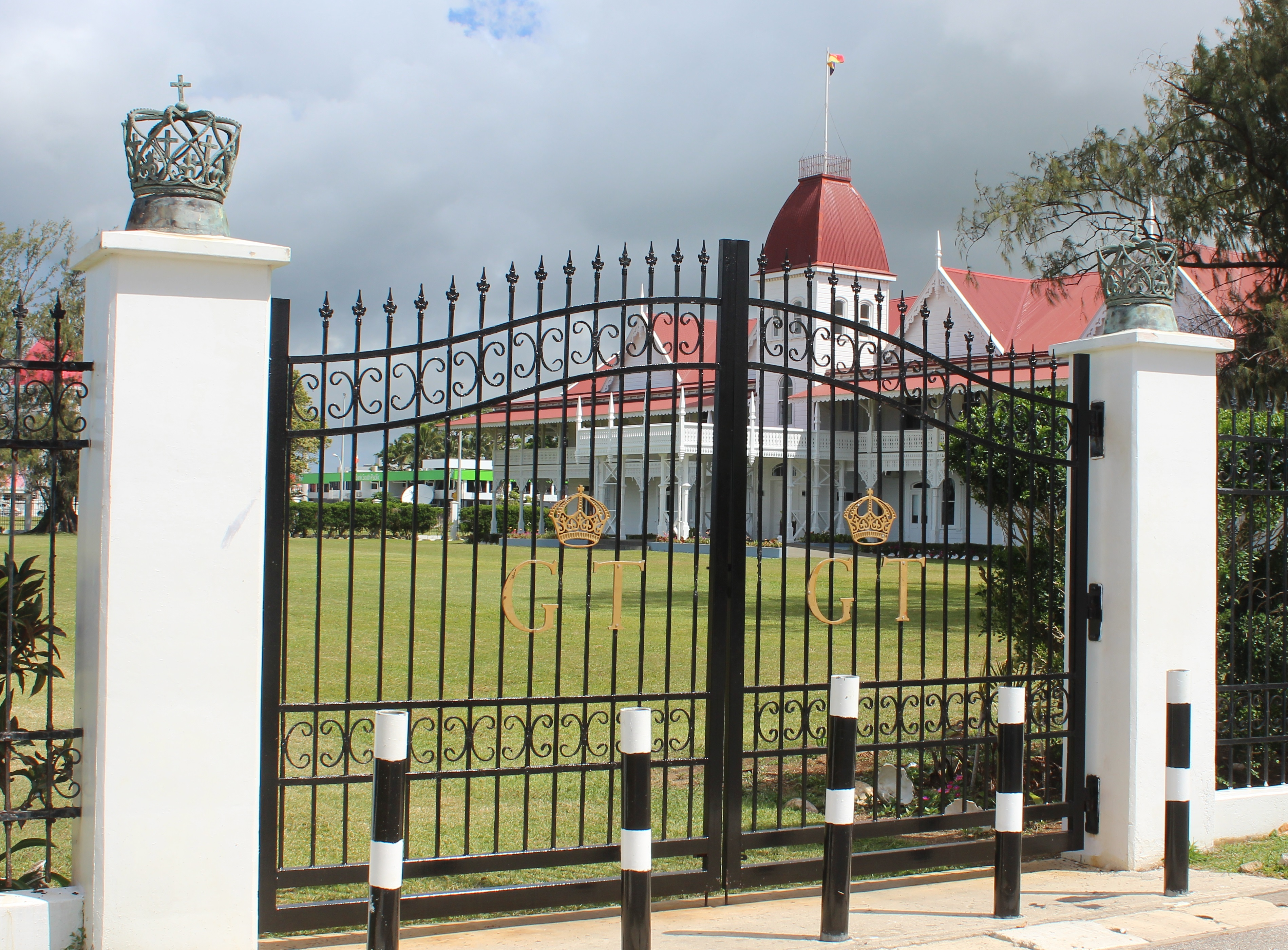
Vista del Palacio desde fuera del predio.
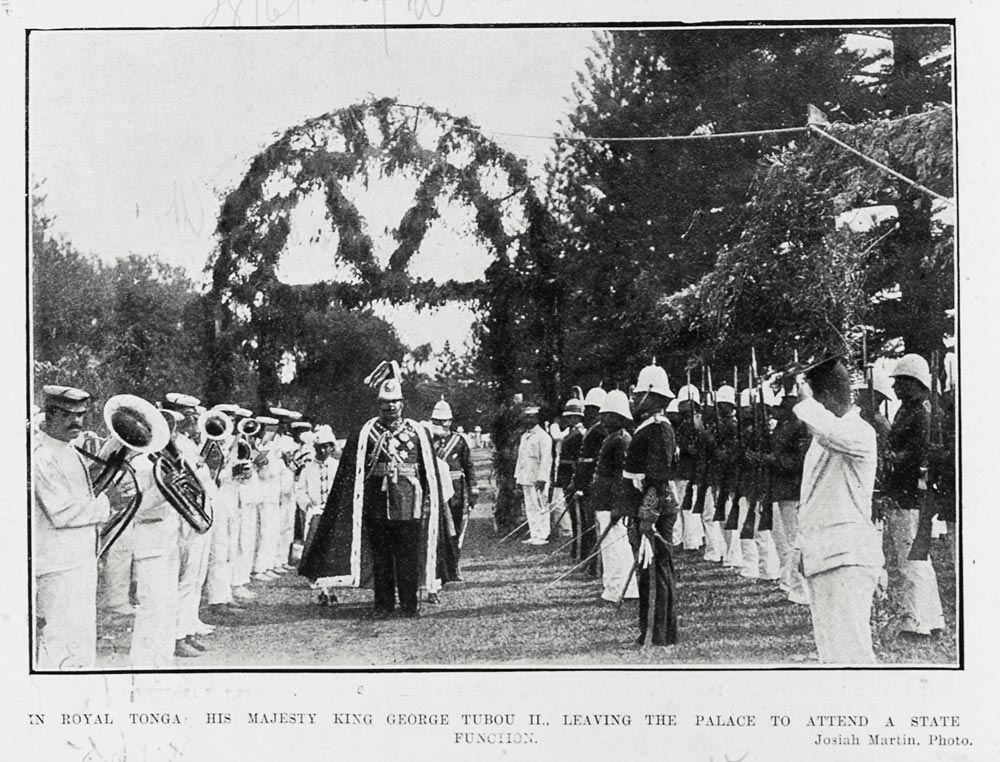
El rey George Tupou II en el jardín.